# Chlamyphorinae
Chlamyphorinae è una sottofamiglia di armadilli sudamericani della famiglia Chlamyphoridae. I membri di questa sottofamiglia, i clamidofori, sono in gran parte animali fossori e hanno occhi molto piccoli e avambracci robusti con grandi artigli per scavare. La sottofamiglia è il sister group di Tolypeutinae (che comprende gli armadilli giganti, gli armadilli a tre bande e gli armadilli coda molle). Chlamyphorinae contiene i seguenti generi:
- Calyptophractus, Clamidoforo di Burmeister
- Chlamyphorus, Clamidoforo troncato